# Laurepa antiphonos
Laurepa antiphonos är en insektsart som beskrevs av Otte, D. och Perez-gelabert 2009. Laurepa antiphonos ingår i släktet Laurepa och familjen syrsor. Inga underarter finns listade i Catalogue of Life.